# Kristianstads slottsförsamling
Kristianstads slottsförsamling var en till Kristianstads garnisonsförsamling kopplad församling  i Lunds stift i nuvarande Kristianstads kommun. Församlingen uppgick omkring 1867 i garnisonsförsamlingen.

## Administrativ historik
Församlingen fick en egen predikant 1800 och det finns kyrkoböcker från 1811 till 1867. Osäkert om Slottsförsamlingen varit egentlig församling och efter 1867 finns inga från garnisonsförsamlingen separata noteringar.